# Završje (żupania istryjska)
Završje (wł. Piemonte) – wieś w Chorwacji, w żupanii istryjskiej, w gminie Grožnjan. W 2011 roku liczyła 47 mieszkańców.